# FC Lahti
Football Club Lahti – fiński klub piłkarski, założony w 1996 roku, mający siedzibę w Lahti. Obecnie występuje w rozgrywkach Ykkösliiga.
Klub powstał w 1996 w wyniku fuzji klubów Lahden Reipas i FC Kuusysi, pierwszy mecz rozegrał rok później, a do ekstraklasy awansował w 1998.

## Europejskie puchary
Legenda do wszystkich tabel:
- Q – runda eliminacyjna, 1/16, 1/8, 1/4, 1/2 – odpowiednia faza rozgrywek, Grupa – runda grupowa, 1r gr – pierwsza runda grupowa, 2r gr – druga runda grupowa, F – finał, R – runda, PO – play-off
- k. – rzuty karne, los. – losowanie, Dogr. – dogrywka, w. – zasada bramek strzelonych na wyjeździe

| Sezon   | Rozgrywki   | Runda | Klub          | Dom | Wyjazd | Ogólnie |
| ------- | ----------- | ----- | ------------- | --- | ------ | ------- |
| 2009/10 | Liga Europy | 1Q    | Dinamo Tirana | 4–1 | 0–2    | 4–3     |
| 2009/10 | Liga Europy | 2Q    | Gorica        | 2–0 | 0–1    | 2–1     |
| 2009/10 | Liga Europy | 3Q    | Club Brugge   | 1–1 | 2–3    | 3–4     |
| 2015/16 | Liga Europy | 1Q    | IF Elfsborg   | 2–2 | 0–5    | 2–7     |
| 2018/19 | Liga Europy | 1Q    | FH            | 0–3 | 0–0    | 0–3     |